# هالی هولم
هالی هولم (انگلیسی: Holly Holm؛ زادهٔ ۱۷ اکتبر ۱۹۸۱) ورزشکار هنرهای رزمی ترکیبی و بوکسور و کیک‌بوکسور سابق اهل ایالات متحده آمریکا است که در مسابقات جهانی یواف‌سی مبارزه می‌کند. او قهرمان اسبق بوکس جهان است که ۱۸ بار از عنوان قهرمانی خود در سه وزن متفاوت دفاع کرده و از سوی مجلهٔ رینگ در دو سال متوالی (۲۰۰۵ و ۲۰۰۶) مبارز سال لقب گرفته‌است.
هولم نخستین ورزشکاری است که هم در بوکس و هم در هنرهای رزمی ترکیبی قهرمان جهان شده‌است. او همچنین نخستین کسی بود که توانست روندا رزی را شکست دهد و پیروزی‌اش در برابر او یکی از شوک‌آورترین و غیرمنتظره‌ترین پیروزی‌ها در تاریخ ورزش‌های رزمی به‌شمار می‌رود.
هالی هولم در مسابقات یو اف سی فایت آیلند 4 آیرینی آلدانا را از طریق رای داوران شکست داد.